# كلوزيتو
كلوزيتو (تنطق باللغة الفريولية كلوسيه؛ و الفريولية الغربية : كلوسيت ) هي كومونا في مقاطعة بوردينوني في منطقة فريولي فينيتسيا جوليا الإيطالية ، و إذ أنها تقع على بعد حوالي 100 كيلومتر (62 ميل) شمال غرب ترييستي وحوالي 35 كيلومتر (22 ميل) شمال شرق بوردينوني .
وتقع كلوزيتو على حدود المقاطعات التالية: كاستلنوفو ديل فريولي, بينزانو ال تاغليامنتو, ترامونتي دي سوتو, فيتو داسيو.